# Argelès-Gazost
Argelès-Gazost is een gemeente in het Franse departement Hautes-Pyrénées (regio Occitanie) en telde op 1 januari 2022 2.805 inwoners, die Argelésiens worden genoemd. De plaats is de onderprefectuur van het arrondissement Argelès-Gazost en ligt op 463m hoogte.

## Geschiedenis
De gemeente is ontstaan in 1824 door de fusie van de gemeenten Ourout en Vieuzac.
Ourout werd voor het eerst vermeld in 1086. De graaf van Bigorre had hier een versterkte burcht om zijn aanspraken op de streek Labeda kracht bij te zetten. In de elfde of de twaalfde eeuw werd de donjon van het kasteel gebouwd.
In de negentiende eeuw ontwikkelde zich hier bergtoerisme; de toeristen werden aangetrokken door de gezonde berglucht. In de jaren 1880 werd een 21 kilometer lange leiding aangelegd van de warmwaterbronnen in het dorp Gazost naar het kuuroord van Argèles-Vieuzac. Aan het mineraalrijke water van de bron Hount Pudio in Gazost worden geneeskundige krachten toegeschreven. Het kuuroord droeg de naam Argelès-Gazost en deze naam werd ook aangenomen door de gemeente.

## Geografie
De oppervlakte van Argelès-Gazost bedroeg op 1 januari 2022 3,05 vierkante kilometer; de bevolkingsdichtheid was toen 919,7 inwoners per km².

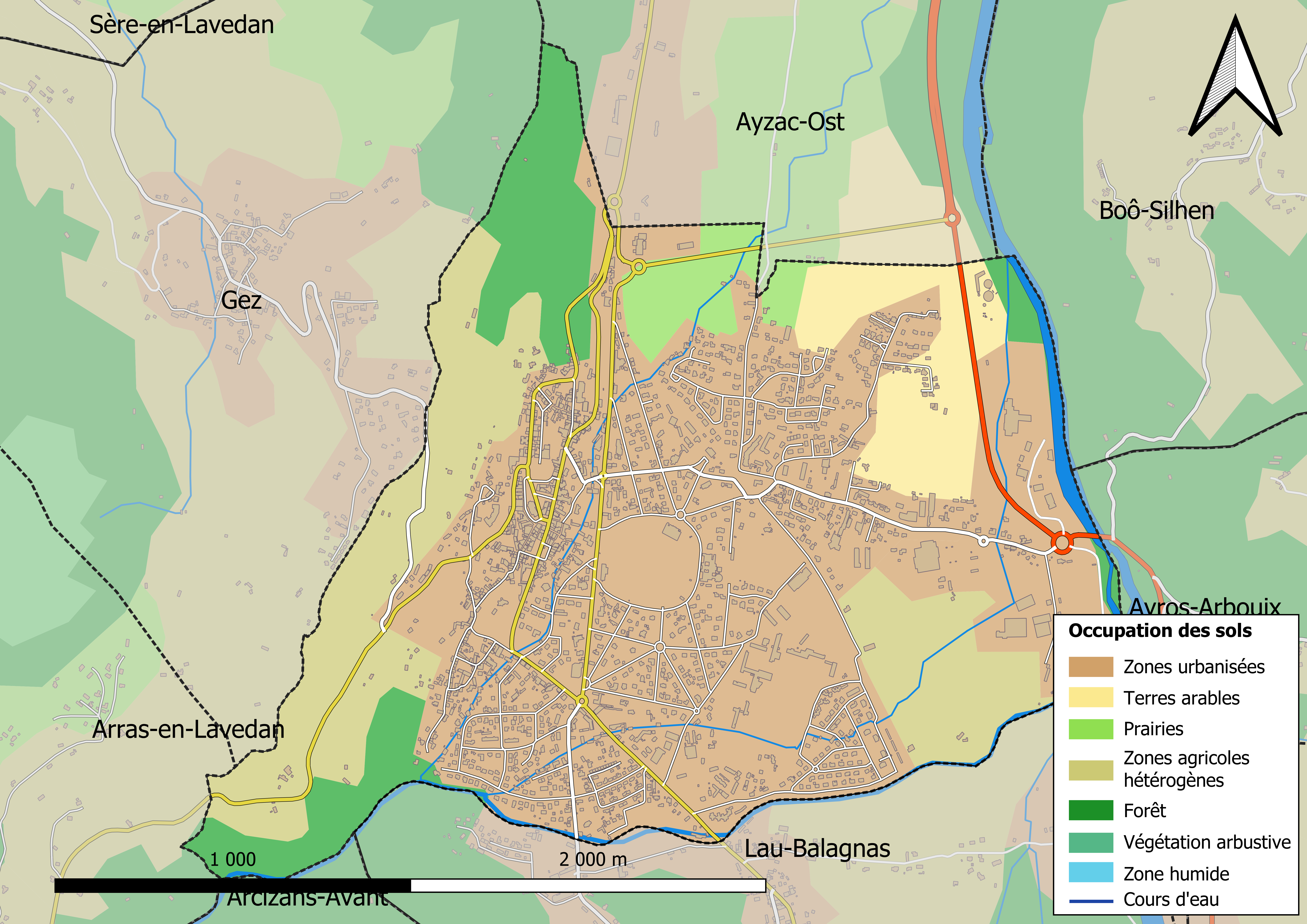
Kaart van de gemeente met belangrijkste infrastructuur, bodemgebruik en omliggende gemeenten

## Demografie
Onderstaande figuur toont het verloop van het inwonertal (bron: INSEE-tellingen).

## Sport
Argelès-Gazost was één keer startplaats van een etappe in de wielerkoers Ronde van Frankrijk. In 1996 startte er de zeventiende etappe naar het Spaanse Pamplona. De etappe werd gewonnen door de Zwitser Laurent Dufaux.

## Geboren
- Friso ten Holt (1921-1997, Nederlands kunstschilder[5]